# アクロス・アメリカ〜ベリー・ベスト・オブ・アート・ガーファンクル
『アクロス・アメリカ〜ベリー・ベスト・オブ・アート・ガーファンクル』（原題：Across America）は、アート・ガーファンクルが1996年に録音・発表した初のライブ・アルバム。ニューヨーク州エリス島で行われたライブを収録した内容である。ガーファンクルは1984年5月からアメリカを徒歩で横断する旅行を始めており、その完結を記念して、1996年4月12日から13日エリス島の移民管理局でライブを行った。
サイモン&ガーファンクル時代に歌唱した楽曲や、自身のソロ・アルバムで発表した楽曲に加えて、ビートルズのカヴァー「アイ・ウィル」等も歌われた。アルバム『アップ・ティル・ナウ』（1993年）で発表された「クライング・イン・ザ・レイン」（エヴァリー・ブラザーズのヒット曲）には、アルバムと同様ジェームス・テイラーがゲスト参加した。また、「59番街橋の歌」ではガーファンクルの息子も参加している。

## 収録曲
特記なき楽曲はポール・サイモン作。「瞳は君ゆえに」は、日本盤ボーナス・トラック。
1. ハート・イン・ニューヨーク - " A Heart in New York" (Benny Gallagher, Graham Lyle) - 3:25
2. クライング・イン・ザ・レイン - "Crying in the Rain" (Carole King, Howard Greenfield) - 2:03
3. スカボロー・フェア - "Scarborough Fair/Canticle" (Traditional) - 3:19
4. 地下鉄の壁の詩 - "A Poem on the Underground Wall" - 2:08
5. 瞳は君ゆえに - "I Only Have Eyes for You" (Al Dubin, Harry Warren) - 3:10
6. 早く家に帰りたい - "Homeward Bound" - 2:58
7. 友に捧げる讃歌 - "All I Know" (Jimmy Webb) - 3:12
8. ブライト・アイズ - "Bright Eyes" (Mike Batt) - 4:22
9. コンドルは飛んで行く - "El Cóndor Pasa (If I Could)" (Jorge Milchberg, Daniel Alomía Robles, Paul Simon) - 3:22
10. 明日に架ける橋 - "Bridge over Troubled Water" - 4:43
11. ミセス・ロビンソン - "Mrs. Robinson" - 3:21
12. 59番街橋の歌 (フィーリン・グルーヴィー) - "The 59th Street Bridge Song (Feelin' Groovy)" - 1:43
13. アイ・ウィル - "I Will" (John Lennon, Paul McCartney) - 2:16
14. 4月になれば彼女は - "April Come She Will" - 2:17
15. サウンド・オブ・サイレンス - "The Sound of Silence" - 3:27
16. グレイトフル - "Grateful" (John Bucchino) - 4:49
17. グッドナイト・マイ・ラブ - "Goodnight My Love" (George Motola, John Marascalco) - 2:36

## 参加ミュージシャン
- アート・ガーファンクル - ボーカル
- エリック・ワイズバーグ - ギター、マンドリン、ベース
- ウォーレン・バーンハート - ピアノ、エレクトリックピアノ、シンセサイザー
- David Biglin - シンセサイザー、ボーカル
- Tommy Igoe - ドラムス、パーカッション
- マイケル・ブレッカー - テナー・サックス
- Kim Cermak Garfunkel - ボーカル
- James Garfunkel - ボーカル
- ジェームス・テイラー - ボーカル、ギター(on "Crying in the Rain")